# Rali de Portugal de 2015
O Vodafone Rali de Portugal de 2015 foi a 5.ª prova do Campeonato Mundial de Rali de 2015, marcando o regresso à região norte de Portugal 14 anos depois, regressando aos troços que lhe valeram a designação de "melhor Rali do Mundo" por 6 vezes, e o público aderiu em massa.
Jari-Matti Latvala venceu o rali pela primeira vez, naquela que foi a sua primeira vitória da época.

## Lista de participantes

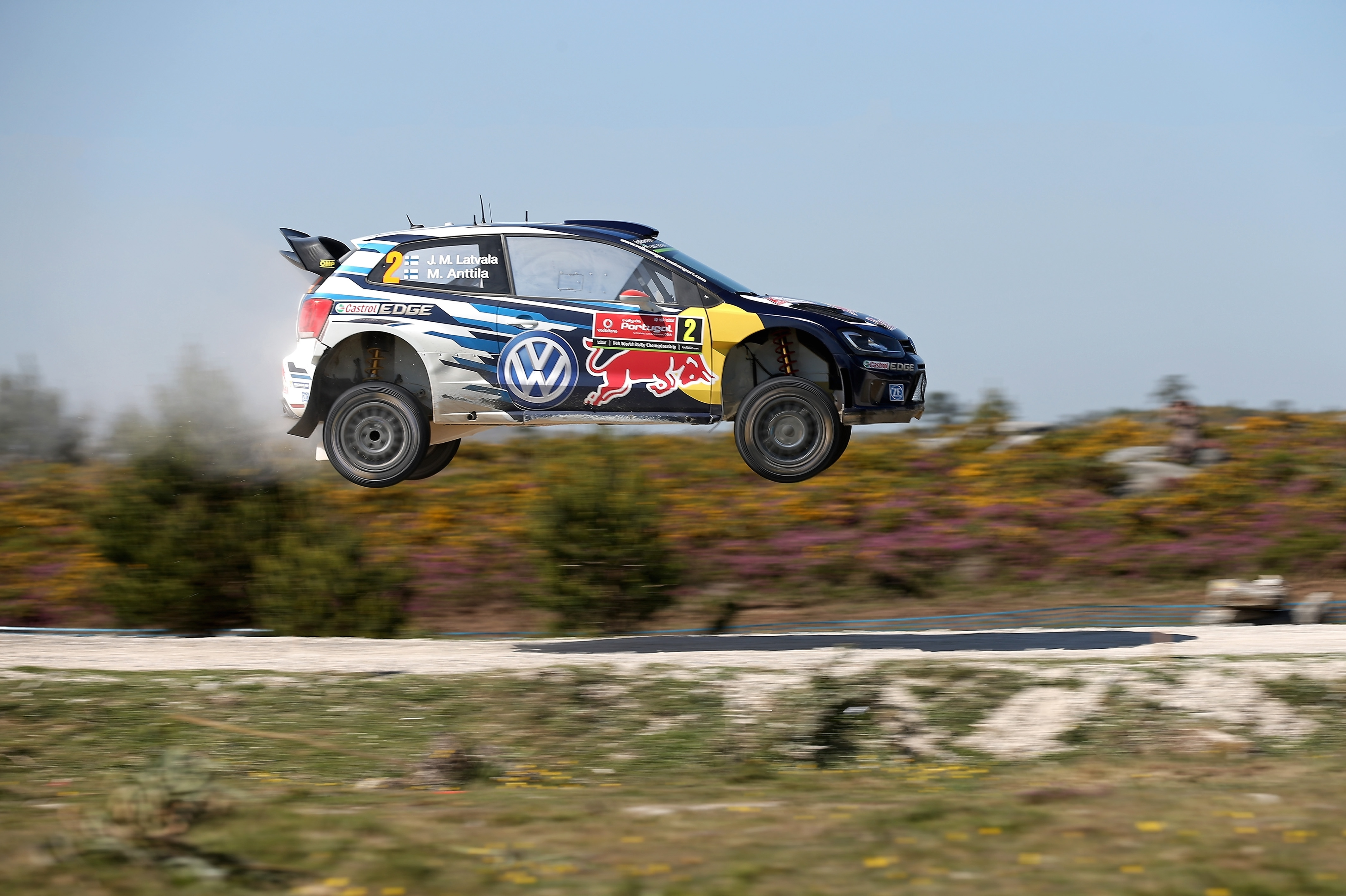
Jari-Matti Latvala no Rali de Portugal de 2015

| Principais participantes | Principais participantes        | Principais participantes | Principais participantes | Principais participantes | Principais participantes | Principais participantes |
| Nº                       | Equipa                          | Class                    | Piloto                   | Co-Piloto                | Carro                    | Pneu                     |
| ------------------------ | ------------------------------- | ------------------------ | ------------------------ | ------------------------ | ------------------------ | ------------------------ |
| 1                        | Volkswagen Motorsport           | WRC                      | Sébastien Ogier          | Julien Ingrassia         | Volkswagen Polo R WRC    | M                        |
| 2                        | Volkswagen Motorsport           | WRC                      | Jari-Matti Latvala       | Miikka Anttila           | Volkswagen Polo R WRC    | M                        |
| 3                        | Citroën Total Abu Dhabi WRT     | WRC                      | Kris Meeke               | Paul Nagle               | Citroën DS3 WRC          | M                        |
| 4                        | Citroën Total Abu Dhabi WRT     | WRC                      | Mads Østberg             | Jonas Andersson          | Citroën DS3 WRC          | M                        |
| 5                        | M-Sport Ltd                     | WRC                      | Elfyn Evans              | Daniel Barritt           | Ford Fiesta RS WRC       | M                        |
| 6                        | M-Sport Ltd                     | WRC                      | Ott Tänak                | Raigo Mőlder             | Ford Fiesta RS WRC       | M                        |
| 7                        | Hyundai Motorsport              | WRC                      | Thierry Neuville         | Nicolas Gilsoul          | Hyundai i20 WRC          | M                        |
| 8                        | Hyundai Motorsport              | WRC                      | Dani Sordo               | Marc Martí               | Hyundai i20 WRC          | M                        |
| 9                        | Volkswagen Motorsport II        | WRC                      | Andreas Mikkelsen        | Ola Fløene               | Volkswagen Polo R WRC    | M                        |
| 12                       | Citroën Total Abu Dhabi WRT     | WRC                      | Khalid Al Qassimi        | Chris Patterson          | Citroën DS3 WRC          | M                        |
| 14                       | RK M-Sport World Rally Team     | WRC                      | Robert Kubica            | Maciej Szczepaniak       | Ford Fiesta RS WRC       | M                        |
| 16                       | Henning Solberg                 | WRC                      | Henning Solberg          | Ilka Minor               | Ford Fiesta RS WRC       | M                        |
| 20                       | Hyundai Motorsport N            | WRC                      | Hayden Paddon            | John Kennard             | Hyundai i20 WRC          | M                        |
| 21                       | Jipocar Czech National Team     | WRC                      | Martin Prokop            | Michal Ernst             | Ford Fiesta RS WRC       | P                        |
| 31                       | Yazeed Racing                   | WRC-2                    | Yazeed Al-Rajhi          | Michael Orr              | Ford Fiesta RRC          | M                        |
| 32                       | PH Sport                        | WRC-2                    | Stéphane Lefebvre        | Stéphane Prévot          | Citroën DS3 R5           | M                        |
| 33                       | www.Rallyproject.com srl        | WRC-2                    | Massimiliano Rendina     | Mario Pizzuti            | Mitsubishi Lancer Evo X  | P                        |
| 34                       | Quentin Giordano                | WRC-2                    | Quentin Giordano         | Valentin Sarreaud        | Citroën DS3 R5           | M                        |
| 36                       | Karl Kruuda                     | WRC-2                    | Karl Kruuda              | Martin Järveoja          | Citroën DS3 R5           | M                        |
| 38                       | Enrico Brazzoli                 | WRC                      | Enrico Brazzoli          | Maurizio Barone          | Subaru Impreza WRX STi   | H                        |
| 37                       | FWRT s.r.l.                     | WRC                      | Lorenzo Bertelli         | Giovanni Bernacchini     | Ford Fiesta RS WRC       | P                        |
| 39                       | Saintéloc Junior Team           | WRC-2                    | Craig Breen              | Scott Martin             | Peugeot 208 T16 R5       | M                        |
| 40                       | Drive Dmack                     | WRC-2                    | Jari Ketomaa             | Kaj Lindström            | Ford Fiesta R5           | D                        |
| 41                       | Drive Dmack                     | WRC-2                    | Nicolás Fuchs            | Fernando Mussano         | Ford Fiesta R5           | D                        |
| 42                       | Nasser Al-Attiyah               | WRC-2                    | Nasser Al-Attiyah        | Matthieu Baumel          | Ford Fiesta RRC          | M                        |
| 45                       | TAIF Rally Team                 | WRC-2                    | Radik Shaymiev           | Maxim Tsvetkov           | Ford Fiesta R5           | M                        |
| 45                       | Gianluca Linari                 | WRC-2                    | Gianluca Linari          | Nicola Arena             | Subaru Impreza STi N15   | P                        |
| 51                       | Napoca Rally Academy            | WRC-2                    | Simone Tempestini        | Matteo Chiarcossi        | Subaru Impreza STi N14   | P                        |
| 52                       | Diego Domínguez                 | WRC-2                    | Diego Domínguez          | Edgardo Galindo          | Ford Fiesta R5           | D                        |
| 54                       | Didier Arias                    | WRC-2                    | Didier Arias             | Héctor Núñez             | Ford Fiesta R5           | D                        |
| 75                       | Youth & Sports Qatar Rally Team | WRC-2                    | Abdulaziz Al-Kuwari      | Marshall Clarke          | Ford Fiesta RRC          | M                        |

| Icon  | Classe                                      |
| ----- | ------------------------------------------- |
| WRC   | WRC eligível para o campeonato das marcas   |
| WRC   | WRC ineligível para o campeonato das marcas |
| WRC-2 | Registado no WRC 2                          |

## Resumo
A prova iniciou-se com o shakedown que terminou no Kartódromo de Baltar, tendo a caravana do rali se deslocado para o Eurocircuito da Costilha para o regresso da mítica Superespecial de Lousada, com {{fmtn|15000|espectadores]]. Tal como no shakedown, Andreas Mikkelsen foi o mais rápido, seguido de Sébastien Ogier e Jari-Matti Latvala. Robert Kubica levou o novíssimo Ford Fiesta RS WRC (estreado pela M-Sport no Rally de Portugal) ao 4.º lugar.
No segundo dia da prova, a competição disputou-se na Região do Minho, com o troço de Caminha a revelar-se bastante duro e a provocar várias desistências e avarias mecânicas. Ogier, na condição de líder do WRC tinha a difícil missão de abrir a estrada, furou logo na PEC 2 e terminaria o dia no 2.º lugar. No fim das 5 especiais (a 2.ª passagem por Ponte de Lima foi cancelada devido a um incêndio florestal) Latvala era o líder com 11,1 segundos de vantagem sobre Kris Meeke, e 16 s sobre Mikelsen. Sordo, vencedor da primeira especial do dia (PEC 2) era apenas 5.º.
No sábado, Ogier recuperou parte da desvantagem, vencendo as segundas passagens do dia e no final do terceiro dia era 2.º da Geral a 9,5 segundos do líder, Latvala. Meeke venceu duas das especiais e era 3.º a 20 s do líder mas tinha Mikelsen (que venceu a restante especial) a apenas 1,1 s. Elfyn Evans abandonou logo após a primeira especial (tal como no dia anterior) com problemas elétricos no Ford Fiesta RS WRC, enquanto Tanak e Sordo, já mais de um minuto da liderança estava fora da luta por um lugar no pódio. Neuville capotou e Ostberg sofreu de problemas de motor no seu Citroen.
A decisão do título ficou reservada para domingo, com a disputa das míticas passagens de Fafe (2 passagens, sendo a segunda power-stage') e da Cabreira (a mais longa do rali com 32 km, agora designada de "Vieira do Minho"). Na primeira passagem por Fafe, e beneficiando de uma melhor posição na estrada, Ogier retirou 1,7 s à desvantagem para Latvala, mas na Serra da Cabreira Latvala respondia e aumentava a vantagem para 10,4 s. Mikelsen fechava o pódio Volkswagen. Na decisiva power-stage, Ogier recuperou 2,2 s a Latvala, insuficientes para o finlandês celebrar o triunfo.

## Resultados

### Classificação (top 10)
| Pos.                | Nº                  | Piloto              | Co-Piloto           | Equipa                         | Carro                 | Classe              | Tempo               | Diff                | Pontos              |
| Classificação Geral | Classificação Geral | Classificação Geral | Classificação Geral | Classificação Geral            | Classificação Geral   | Classificação Geral | Classificação Geral | Classificação Geral | Classificação Geral |
| ------------------- | ------------------- | ------------------- | ------------------- | ------------------------------ | --------------------- | ------------------- | ------------------- | ------------------- | ------------------- |
| 1                   | 2                   | Jari-Matti Latvala  | Miikka Anttila      | Volkswagen Motorsport          | Volkswagen Polo R WRC | WRC                 | 3:30:35.3           |                     | 28                  |
| 2                   | 1                   | Sébastien Ogier     | Julien Ingrassia    | Volkswagen Motorsport          | Volkswagen Polo R WRC | WRC                 | 3:30:43.5           | +8.2                | 21                  |
| 3                   | 9                   | Andreas Mikkelsen   | Mikko Markkula      | Volkswagen Motorsport II       | Volkswagen Polo R WRC | WRC                 | 3:31:03.9           | +28.6               | 16                  |
| 4                   | 3                   | Kris Meeke          | Paul Nagle          | Citroën Total Abu Dhabi WRT    | Citroën DS3 WRC       | WRC                 | 3:31:24.0           | +48.7               | 12                  |
| 5                   | 6                   | Ott Tänak           | Raigo Mõlder        | M-Sport World Rally Team       | Ford Fiesta RS WRC    | WRC                 | 3:32:32.1           | +1:56.8             | 10                  |
| 6                   | 8                   | Dani Sordo          | Marc Martí          | Hyundai Motorsport             | Hyundai i20 WRC       | WRC                 | 3:33:03.2           | +2:27.9             | 8                   |
| 7                   | 4                   | Mads Østberg        | Jonas Andersson     | Citroën Total Abu Dhabi WRT    | Citroën DS3 WRC       | WRC                 | 3:33:07.5           | +2:32.2             | 6                   |
| 8                   | 20                  | Hayden Paddon       | John Kennard        | Hyundai Shell World Rally Team | Hyundai i20 WRC       | WRC                 | 3:33:29.6           | +2:54.3             | 4                   |
| 9                   | 14                  | Robert Kubica       | Maciej Szczepaniak  | RK M-Sport World Rally Team    | Ford Fiesta RS WRC    | WRC                 | 3:35:14.4           | +4:39.1             | 2                   |
| 10                  | 21                  | Martin Prokop       | Jan Tománek         | Jipocar Czech National Team    | Ford Fiesta RS WRC    | WRC                 | 3:38:06.5           | +7:31.2             | 1                   |

### Provas especiais de classificação
| Dia               | Troço | Nome                 | km       | Vencedor                  | Carro                     | Tempo                     | Líder do Rali      |
| ----------------- | ----- | -------------------- | -------- | ------------------------- | ------------------------- | ------------------------- | ------------------ |
| 1.º dia (21 Maio) | PEC1  | SSS Lousada          | 3,36 km  | Andreas Mikkelsen         | Volkswagen Polo R WRC     | 2:41.1                    | Andreas Mikkelsen  |
| 1.º Dia (22 Maio) | PEC2  | Ponte de Lima 1      | 27,53 km | Dani Sordo                | Hyundai i20 WRC           | 19:41.5                   | Dani Sordo         |
| 1.º Dia (22 Maio) | PEC3  | Caminha 1            | 18,05 km | Mads Østberg              | Citroën DS3 WRC           | 10:48.9                   | Andreas Mikkelsen  |
| 1.º Dia (22 Maio) | PEC4  | Viana do Castelo 1   | 18,73 km | Jari-Matti Latvala        | Volkswagen Polo R WRC     | 11:38.3                   | Jari-Matti Latvala |
| 1.º Dia (22 Maio) | PEC5  | Ponte de Lima 2      | 27,53 km | Canceled due to wild fire | Canceled due to wild fire | Canceled due to wild fire | Jari-Matti Latvala |
| 1.º Dia (22 Maio) | PEC6  | Caminha 2            | 18,05 km | Sébastien Ogier           | Volkswagen Polo R WRC     | 10:49.6                   | Jari-Matti Latvala |
| 1.º Dia (22 Maio) | PEC7  | Viana do Castelo 2   | 18,73 km | Jari-Matti Latvala        | Volkswagen Polo R WRC     | 11:30.1                   | Jari-Matti Latvala |
| 2.º dia (23 Maio) | PEC8  | Baião 1              | 18,57 km | Andreas Mikkelsen         | Volkswagen Polo R WRC     | 11:48.3                   | Jari-Matti Latvala |
| 2.º dia (23 Maio) | PEC9  | Marão 1              | 26,30 km | Kris Meeke                | Citroën DS3 WRC           | 17:11.1                   | Jari-Matti Latvala |
| 2.º dia (23 Maio) | PEC10 | Fridão 1             | 37,67 km | Kris Meeke                | Citroën DS3 WRC           | 25:40.5                   | Jari-Matti Latvala |
| 2.º dia (23 Maio) | PEC11 | Baião 2              | 18,57 km | Sébastien Ogier           | Volkswagen Polo R WRC     | 11:43.0                   | Jari-Matti Latvala |
| 2.º dia (23 Maio) | PEC12 | Marão 2              | 26,30 km | Sébastien Ogier           | Volkswagen Polo R WRC     | 16:58.7                   | Jari-Matti Latvala |
| 2.º dia (23 Maio) | PEC13 | Fridão 2             | 37,67 km | Sébastien Ogier           | Volkswagen Polo R WRC     | 25:17.9                   | Jari-Matti Latvala |
| 3.º dia (24 Maio) | PEC14 | Fafe 1               | 11,15 km | Sébastien Ogier           | Volkswagen Polo R WRC     | 6:49.8                    | Jari-Matti Latvala |
| 3.º dia (24 Maio) | PEC15 | Vieira do Minho      | 32,35 km | Jari-Matti Latvala        | Volkswagen Polo R WRC     | 20:38.7                   | Jari-Matti Latvala |
| 3.º dia (24 Maio) | PEC16 | Fafe 2 (Power Stage) | 11,15 km | Sébastien Ogier           | Volkswagen Polo R WRC     | 6:43.0                    | Jari-Matti Latvala |

### Power Stage
A "Power stage" consistiu na última etapa do rali com 11,15 km.
| Pos | Piloto             | Carro                 | Tempo  | Diff. | Pts |
| --- | ------------------ | --------------------- | ------ | ----- | --- |
| 1   | Sébastien Ogier    | Volkswagen Polo R WRC | 6:43.0 | 0.0   | 3   |
| 2   | Jari-Matti Latvala | Volkswagen Polo R WRC | 6:45.2 | +2.2  | 2   |
| 3   | Andreas Mikkelsen  | Volkswagen Polo R WRC | 6:47.0 | +4.0  | 1   |